# 劉定裕
劉定裕，字仲容，號鵠仁，湖北孝感縣（今孝感市）人。清朝翰林。

## 生平
道光十八年（1838年）戊戌科進士。選翰林院庶吉士，散館授編修。